# Trema
Het trema of deelteken is een diakritisch teken in de vorm van twee punten die, naast elkaar, boven een klinker geplaatst worden. Als het trema op de letter i geplaatst wordt, vervalt de gewone punt en wordt deze vervangen door het trema.

## Toepassing

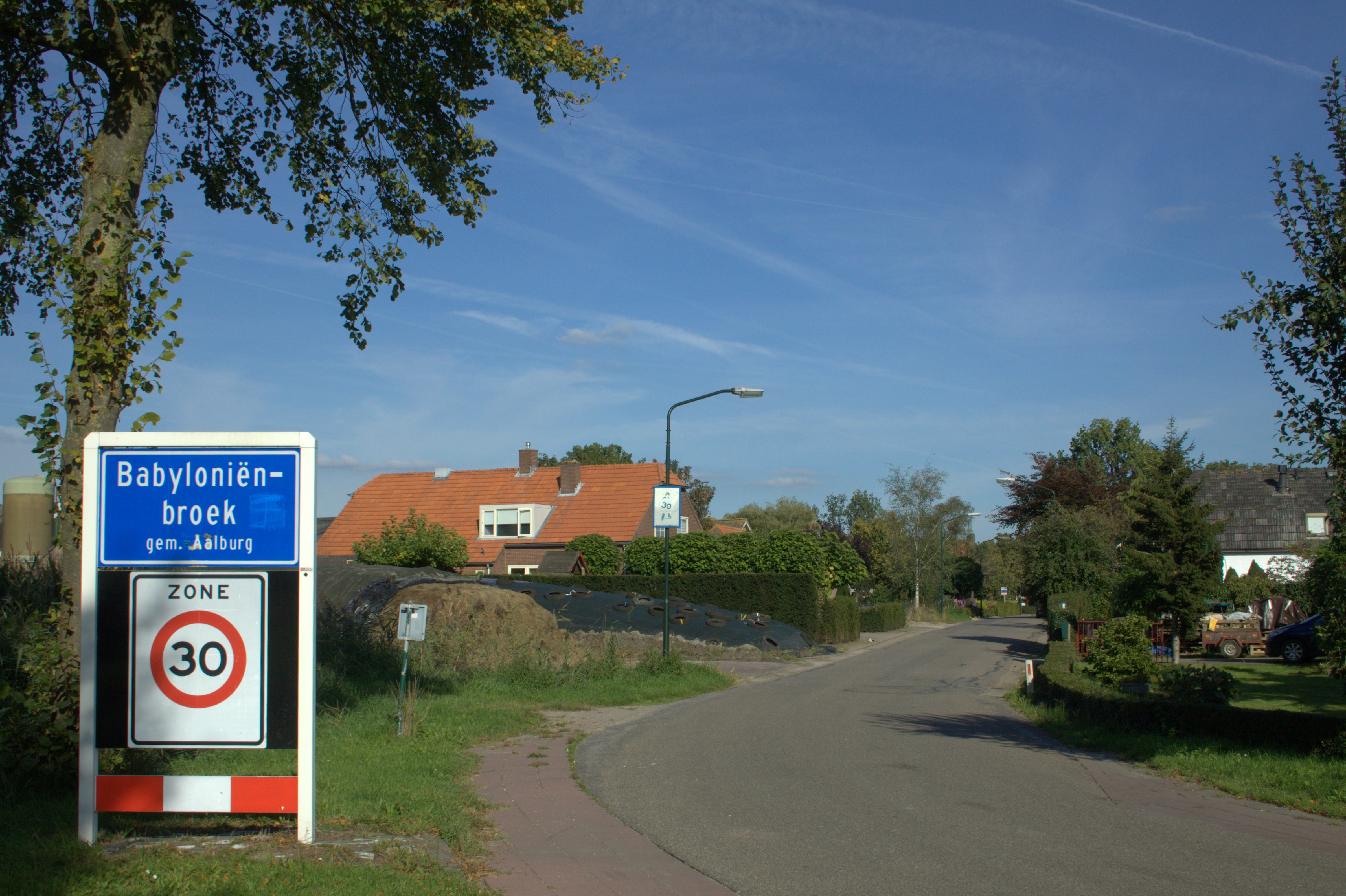
Gebruik van een trema in Babyloniënbroek in Nederland

Het trema wordt gebruikt om het taalkundige fenomeen diëresis aan te duiden: twee opeenvolgende klinkers die in twee afzonderlijke lettergrepen uitgesproken worden in plaats van als eenlettergrepige klank of tweeklank. In het Nederlands wordt het deelteken regelmatig gebruikt, evenals in het Catalaans, het Frans en het Grieks. In het Engels is het trema niet verplicht en tegenwoordig uiterst zeldzaam; slechts een beperkt aantal kranten en tijdschriften (The New Yorker bijvoorbeeld) maakt er nog gebruik van. Het wordt nog wel gebruikt in de naam Boötes (het sterrenbeeld Ossenhoeder), om duidelijk te maken dat de klinkers anders uitgesproken moeten worden dan in boot (laars).
Een deelteken wordt alleen gebruikt als het na elkaar schrijven van de letters zonder extra aanduiding tot een verkeerde uitspraak kan leiden.
Bij uitbreiding gebruiken sommige talen zoals het Spaans, het Catalaans en het Frans het deelteken ook om een klinker afzonderlijk uit te spreken zelfs als de voorgaande letter een medeklinker is, zoals g of q. Voorbeelden zijn in het Spaans vergüenza (schaamte), pingüino (pinguïn).

### Deelteken boven dey
Soms wordt in het Nederlands abusievelijk een y met een deelteken gebruikt in plaats van de ij. De twee puntjes op de ij vormen echter geen deelteken, zelfs als men de ij als één letter beschouwt, zoals in kruiswoordpuzzels. De twee puntjes van de ij zijn gewoon de twee afzonderlijke puntjes van de letters i en j waaruit de digraaf ij bestaat.
In het Frans komt de y met deelteken wel sporadisch voor. Voorbeelden zijn de familienaam van de Waalse componist Eugène Ysaÿe en plaatsnamen als Freÿr en L'Haÿ-les-Roses.

## Technisch

### Verschil met umlaut
Hoewel ze grafisch meestal identiek zijn, hebben deelteken en umlaut een verschillende functie. Het deelteken wordt gebruikt om onderscheid te maken tussen een tweeklank en twee losse klanken, terwijl een klinker met umlaut een andere klank verbeeldt. Dit blijkt vooral bij het afbreken aan het eind van de regel. Als het woord vlak voor een letter met trema wordt afgebroken, verdwijnt het trema. Er is immers geen verwarring meer mogelijk. Een umlaut blijft gewoon staan. De umlaut wordt dan ook niet als een trema beschouwd.
In handschrift en in een zorgvuldig ontworpen lettertype kan er een verschil te zien zijn tussen een deelteken en een umlaut. De umlaut wordt soms als twee korte verticale streepjes genoteerd. Typografen verkiezen soms de puntjes of streepjes van een umlaut wat dichter boven de letter te plaatsen dan de puntjes van een trema.

### Computers
De karaktercodering ISO 8859-1 bevat wel de letters ä, ë, ï, ö, ü en de bijhorende hoofdletters, maar de ÿ enkel als kleine letter, met de Ÿ toegevoegd in de herziene editie ISO 8859-15.
Unicode voorziet de dubbele stip als combinatiekarakter U+0308. Voor compatibiliteit met oudere karaktercoderingen zijn ook tientallen codepunten beschikbaar met letters met een dubbele stip erboven.
Zowel het combinatiekarakter U+0308 als de letters met dubbele stip kunnen zowel als umlaut en deelteken gebruikt worden.
Soms is het nodig een onderscheid te maken tussen de umlaut en het trema. In dergelijke gevallen zou de volgende aanbeveling van ISO/IEC JTC 1/SC 2/WG 2 gevolgd moeten worden:
- Als deelteken, gebruik Combining Grapheme Joiner (CGJ, U+034F) + Combining Diaeresis (U+0308)
- Als umlaut, gebruik Combining Diaeresis (U+0308)